# Caius Annius Anullinus Geminus Percennianus
Caius Annius Anullinus Geminus Percennianus (fl. 231-ap. 240) est un homme politique de l'Empire romain.

## Vie
Il était frater arvalis en 231-240 et, ensuite, consul suffect à une date inconnue.
Il fut le père de Gaius Annius Anullinus.